# Frauengasse

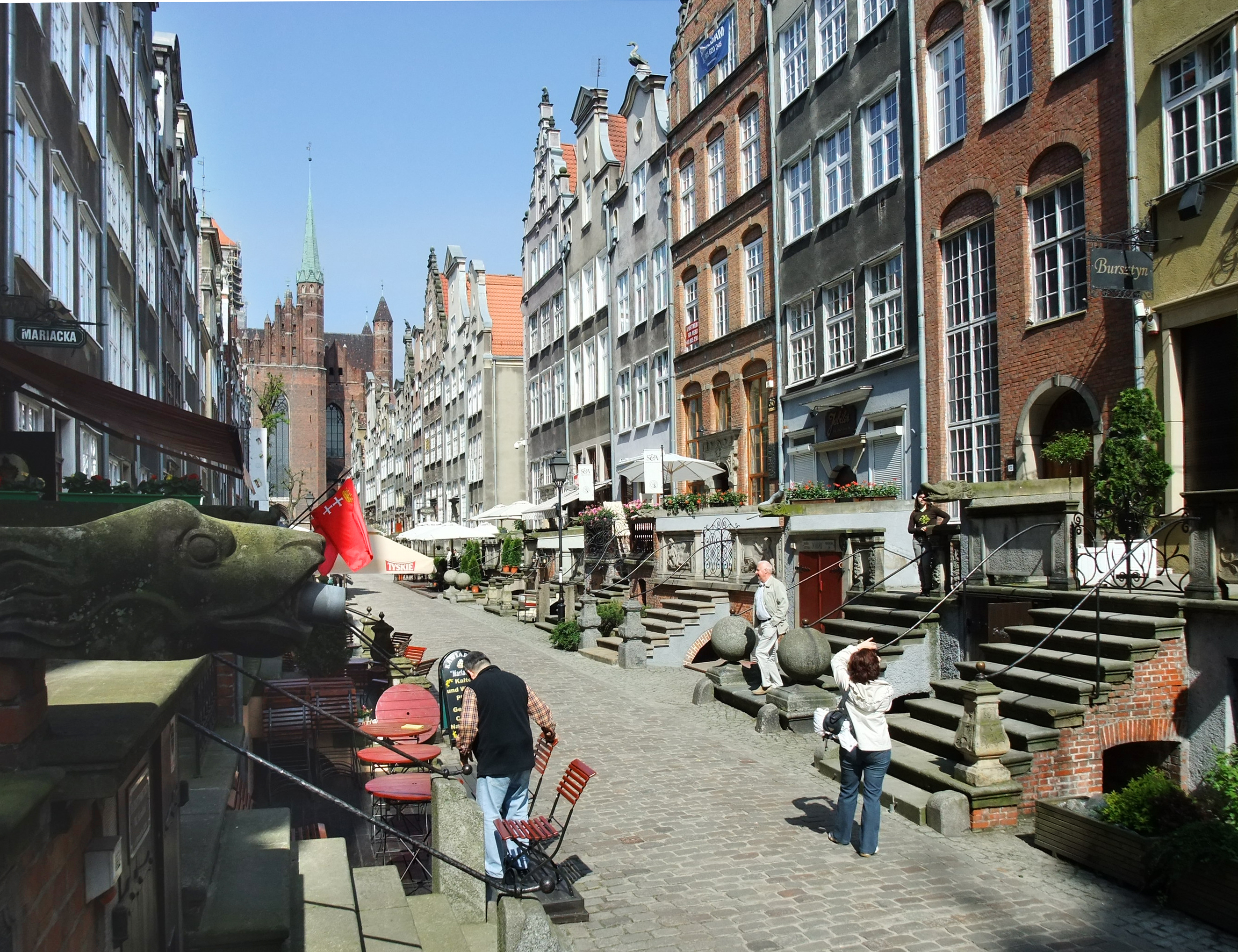
Die Frauengasse mit Blick vom Frauentor zur Marienkirche, rechts die für Danzig typischen Beischläge

Die Frauengasse (poln. ul. Mariacka) ist eine Straße im Stadtteil Rechtstadt in Danzig/Gdańsk, Polen.

## Lage und Geschichte
Die Straße beginnt an der Marienkirche und führt ostwärts zur Mottlau, zum mittelalterlichen Frauentor und das direkt anschließende Haus der Naturforschenden Gesellschaft.
Abseits des Durchgangsverkehrs der Langgasse ließ sich in den Gassen rund um die Marienkirche und insbesondere in der Frauengasse oft eine stille Atmosphäre vorfinden, die an die „Beschaulichkeit Alt-Danziger Tage“ erinnerte.
Mit ihren schmalen und reich geschmückten Bürgerhäusern und den Beischlägen (vor der eigentlichen Haustür gelegene, erhöhte Terrassen, die über oft verzierte Treppen zu erreichen sind) ist sie ein Beispiel für die einstige Danziger Straßenbebauung. 
1945 war die Frauengasse komplett zerstört und wurde in den 1950er und 1960er Jahren wieder aufgebaut. In der heutigen Mariacka „sei die gestalterische Quintessenz der ganzen Stadt enthalten, befand ein Architekturkritiker.“

## Die Frauengasse als literarischer Schauplatz
Die Frauengasse war mehrfach Kulisse für Filmproduktionen. So etwa in Buddenbrocks, wo sie „die schöne Welt der Lübecker Patrizier“ darstellte. „Dabei hat man an der Trave nie Beischläge solcher Größe und dekorativer Üppigkeit gesehen.“

## Persönlichkeiten mit Bezug zur Frauengasse

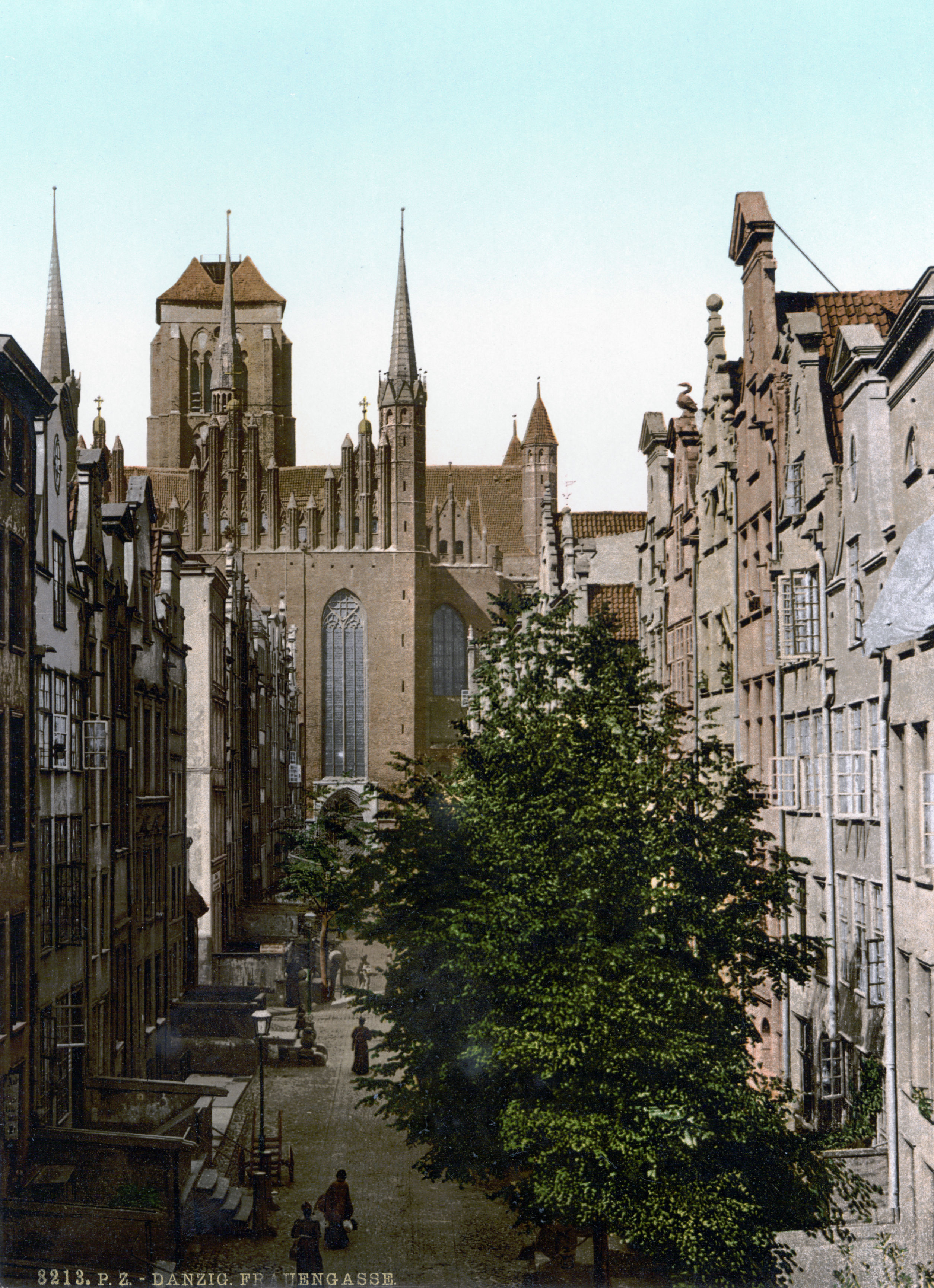
Frauengasse um 1900 mit Blick auf die Marienkirche

In der Frauengasse lebten oder wirkten zu verschiedenen Zeiten mehrere bekannte Persönlichkeiten:
Frauengasse Nr. 2
Zur Zeit der Weimarer Republik lebte hier der evangelische Pfarrer und Schriftsteller Artur Brausewetter (1864–1946), der ab 1893 Diakon und ab 1908 Archidiakon der Marienkirche in Danzig war und rund 50 Romane schrieb. Das Haus Nr. 2 in der Frauengasse, ein Gebäude aus dem 17. Jahrhundert, diente als Pfarrhaus der Marienkirche und lag aus Kirchsicht als zweites Haus auf der rechten Straßenseite.
Frauengasse Nr. 3
Ab etwa 1934 war hier die Druckerei und Verlagsanstalt Karl Formell ansässig, betrieben von Karl Formell, der Gewerkschaftsfunktionär und Senator in Danzig (Zentrum) war. In dem Verlag erschienen vor allem katholische Publikationen.
Frauengasse Nr. 11
Zwischen 1807 und 1814 war dies der Wohnsitz von Dagobert von Vegesack, einem preußischen Major, der zudem als Resident und Polizeipräsident in Danzig tätig war. 
Frauengasse Nr. 52
Ab 1909 lebte hier der evangelische Pfarrer Hermann Daniel, der zur selben Zeit an der Marienkirche in Danzig als Diakon tätig war wie der Archidiakon Artur Brausewetter, der in der Frauengasse Nr. 2 wohnte.